# سیمور نیبنتسال
سیمور نیبنتسال (انگلیسی: Seymour Nebenzal؛ ‏ ۲۲ ژوئیهٔ ۱۸۹۹ – ۲۳ سپتامبر ۱۹۶۱) تهیه‌کننده فیلم اهل آلمان بود.
از فیلم‌هایی که وی در آن‌ها نقش داشته‌است، می‌توان به جعبه پاندورا، پیمان‌شکنی، مردم در روز یکشنبه، جبهه غرب ۱۹۱۸، رسوایی اوا، اپرای سه‌پولی، ام (فیلم ۱۹۳۱)، ام (فیلم ۱۹۵۱)، رفاقت، سه احمق خوش‌شانس، توفان تابستانی و مجنون هیتلر اشاره نمود.